# Дубајић
Дубајић је српско презиме. Може се односити на следеће особе:
- Симо Дубајић (1923–2009), војник
- Слободан Дубајић (1963), фудбалер у пензији
- Бојан Дубајић (1990), фудбалер